# Пономаренко, Виктор Иванович
Виктор Иванович Пономаренко (5 августа 1915, Покровск — 1 сентября 2005, Волгоград) — участник Великой Отечественной войны, командир танкового взвода, младший лейтенант. Принимал участие в освобождении Украины от немецких оккупантов. Является прадедом творческой династии Светличных

## Биография
Родился 23 июля (5 августа по новому стилю) 1915 года в городе Покровск, в украинской семье.
Окончил 7 классов общеобразовательной школы. По окончании школы ФЗУ, работал на трактороремонтном заводе слесарем-инструментальщиком.
В 1937—1942 годах служил в инженерных войсках сапёром. Окончил Саратовскую танковую школу в 1943 году. С января 1944 года в должности командира танкового взвода 170-й танковой бригады (18-й танковый корпус, 5-я гвардейская танковая армия, 2-й Украинский фронт).
11 марта 1944 года, подбив два железнодорожных эшелона на станции Хащеватое, Пономаренко со своим экипажем в течение 20 часов удерживал станцию, отражая контратаки немцев, пока не подоспело подкрепление. Получив пополнение (два танка), Пономаренко атаковал противника в селе Хощевато. Бой длился целый день. Немцы отчаянно сопротивлялись. К вечеру, не выдержав непрерывных ударов танкистов, они отошли из села за реку. Пономаренко первым в бригаде переправился через Южный Буг, нанеся противнику большой урон в живой силе и технике.
Продолжал воевать в составе 170-й танковой бригады в должности офицера связи до февраля 1945 года. Участвовал в боях на территории Молдавии, Румынии и Венгрии.
В 1945—1950 годах был командиром курсантского взвода в Саратовском танковом училище. Затем командовал танковой ротой, был заместителем командира танкового батальона в Прикарпатском военном округе. В 1959 году вышел в запас в звании майора.
Жил в Волгограде. Работал слесарем на Волгоградском керамическом заводе до 1986 года. Затем находился на пенсии.
Умер 1 сентября 2005 года. Похоронен на кладбище Красноармейского района (Волгоград).

## Награды
- 13 сентября 1944 года за проявленные в боях за Хощевато мужество и героизм, младшему лейтенанту Пономаренко присвоено звание Героя Советского Союза.
- Награждён орденом Ленина, двумя орденами Отечественной войны 1-й степени, орденами Трудового Красного Знамени, Красной Звезды и медалями.